# Samir Carruthers
Samir Carruthers (Londra, 4 aprile 1993) è un calciatore irlandese, di origine marocchina-italiana, centrocampista del Dartford.

## Carriera

### Club
Ha giocato 3 partite nella prima divisione inglese con l'Aston Villa e 53 presenze nella seconda divisione inglese (39 con gli MK Dons e 14 con lo Sheffield Utd).

### Nazionale
Ha giocato nelle nazionali giovanili irlandesi Under-19 ed Under-21.

## Palmarès

### Club

#### Competizioni giovanili
- NextGen Series: 1

Aston Villa: 2012-2013

#### Competizioni nazionali
- Football League One: 1

Sheffield United: 2016-2017